# Fiú 200 méteres gyorsúszás a 2010. évi nyári ifjúsági olimpiai játékokon
A 2010. évi nyári ifjúsági olimpiai játékokon az úszás fiú 200 méteres gyorsúszás versenyszámát augusztus 20-án rendezték a Singapore Sports Schoolban.

## Előfutamok

### 1. Futam
| H  | P | Név                        | Nemzet          | Idő     | Mj  |
| -- | - | -------------------------- | --------------- | ------- | --- |
| 1. | 7 | Cristian Quintero          | Venezuela       | 1:50.93 | Q   |
| 2. | 2 | Fedy Hannachi              | Tunézia         | 1:58.64 |     |
| 3. | 4 | Jorge Masson               | Ecuador         | 1:59.08 |     |
| 4. | 3 | Emmanuel Jean Marie Froget | Mauritius       | 2:02.98 |     |
| 5. | 5 | Henk Lowe                  | Guyana          | 2:23.43 |     |
|    | 6 | Benjamin Gabbard           | Amerikai Szamoa |         | DNS |

### 2. Futam
| H  | P | Név                       | Nemzet       | Idő     | Mj |
| -- | - | ------------------------- | ------------ | ------- | -- |
| 1. | 4 | Kar Meng Kevin Lim        | Malajzia     | 1:55.96 |    |
| 2. | 7 | Allan Gabriell Castro     | Honduras     | 1:56.84 |    |
| 3. | 5 | Arren Xin Hui Quek        | Szingapúr    | 1:57.62 |    |
| 4. | 1 | Kevin Salvador Avila Soto | Guatemala    | 1:57.73 |    |
| 5. | 2 | Anton Sveinn McKee        | Izland       | 1:58.08 |    |
| 6. | 6 | Hazem Tashkandi           | Szaúd-Arábia | 1:58.56 |    |
| 7. | 3 | Quinton Delie             | Namíbia      | 1:59.83 |    |
| 8. | 8 | Oriol Cunat Rodriguez     | Andorra      | 2:01.38 |    |

### 3. Futam
| H  | P | Név                        | Nemzet           | Idő     | Mj |
| -- | - | -------------------------- | ---------------- | ------- | -- |
| 1. | 3 | Matt Stanley               | Új-Zéland        | 1:51.21 |    |
| 2. | 1 | Bertung Coskun             | Törökország      | 1:53.08 |    |
| 3. | 5 | Gustavo Manuel Silva Santa | Portugália       | 1:55.69 |    |
| 4. | 4 | Sebastian Arispe           | Peru             | 1:55.95 |    |
| 5. | 7 | Yaraslau Pronin            | Fehéroroszország | 1:56.30 |    |
| 6. | 6 | Aleksej Kostomaj           | Szlovénia        | 1:57.42 |    |
| 7. | 2 | Pavol Jelenak              | Szlovákia        | 1:57.82 |    |
| 8. | 8 | Amr Mohamed                | Egyiptom         | 1:59.48 |    |

### 4. Futam
| H  | P | Név                    | Nemzet      | Idő     | Mj |
| -- | - | ---------------------- | ----------- | ------- | -- |
| 1. | 3 | Andrey Ushakov         | Oroszország | 1:50.34 | Q  |
| 2. | 2 | Chad Bobrosky          | Kanada      | 1:51.36 | Q  |
| 3. | 7 | Yong En Clement Lim    | Szingapúr   | 1:52.17 |    |
| 4. | 6 | Justin James           | Ausztrália  | 1:52.51 |    |
| 5. | 5 | Victor Rodrigues       | Brazília    | 1:52.99 |    |
| 6. | 1 | Gustav Aberg Lejdstrom | Svédország  | 1:54.25 |    |
| 7. | 4 | Raphael Stacchiotti    | Luxemburg   | 1:55.23 |    |
| 8. | 8 | Kevin Leithold         | Németország | 1:55.46 |    |

### 5. Futam
| H  | P | Név                | Nemzet           | Idő     | Mj  |
| -- | - | ------------------ | ---------------- | ------- | --- |
| 1. | 4 | Taj Csün (Dai Jun) | Kína             | 1:51.42 | Q   |
| 2. | 2 | Jeremy Bagshaw     | Kanada           | 1:51.42 | Q   |
| 3. | 3 | Jessie Lacuna      | Fülöp-szigetek   | 1:51.52 | Q   |
| 4. | 1 | Dion Dreesens      | Hollandia        | 1:51.90 | Q   |
| 5. | 6 | Yeray Lebon        | Spanyolország    | 1:53.53 |     |
| 6. | 7 | Steve Schmuhl      | Egyesült Államok | 1:53.81 |     |
| 7. | 8 | Stefan Sorak       | Szerbia          | 1:54.37 |     |
|    | 5 | Adrian Mantas      | Spanyolország    |         | DNS |

### 6. Futam
| H  | P | Név                            | Nemzet                  | Idő     | Mj  |
| -- | - | ------------------------------ | ----------------------- | ------- | --- |
| 1. | 1 | Chad le Clos                   | Dél-afrikai Köztársaság | 1:52.10 |     |
| 2. | 2 | Thomas Stephens                | Egyesült Államok        | 1:52.35 |     |
| 3. | 5 | Aaron Agnel D’Souza            | India                   | 1:53.35 |     |
| 4. | 3 | Alessio Torlai                 | Olaszország             | 1:54.11 |     |
| 5. | 7 | Kin Tat Kent Cheung            | Hongkong                | 1:54.15 |     |
| 6. | 6 | Pedro Henrique Franca de Souza | Brazília                | 1:57.97 |     |
| 7. | 4 | Bernek Péter                   | Magyarország            | 2:03.01 |     |
|    | 8 | Abdullah Altuwaini             | Kuvait                  |         | DNS |

## Döntő
| H     | P | Név                | Nemzet         | Idő     | Mj |
| ----- | - | ------------------ | -------------- | ------- | -- |
| Arany | 4 | Andrey Ushakov     | Oroszország    | 1:49.81 |    |
| Ezüst | 5 | Cristian Quintero  | Venezuela      | 1:49.98 |    |
| Bronz | 7 | Jeremy Bagshaw     | Kanada         | 1:50.67 |    |
| 4.    | 6 | Chad Bobrosky      | Kanada         | 1:50.86 |    |
| 5.    | 3 | Matt Stanley       | Új-Zéland      | 1:51.59 |    |
| 6.    | 2 | Taj Csün (Dai Jun) | Kína           | 1:51.66 |    |
| 7.    | 8 | Dion Dreesens      | Hollandia      | 1:51.76 |    |
| 8.    | 1 | Jessie Lacuna      | Fülöp-szigetek | 1:51.95 |    |

## Fordítás
Ez a szócikk részben vagy egészben  a   Swimming at the 2010 Summer Youth Olympics – Boys' 200 metre freestyle című angol Wikipédia-szócikk fordításán alapul.  Az eredeti cikk szerkesztőit annak laptörténete sorolja fel. Ez a jelzés csupán a megfogalmazás eredetét és a szerzői jogokat jelzi, nem szolgál a cikkben szereplő információk forrásmegjelöléseként.